# Вітрівка (Ізюмський район)
Ві́трівка — село в Україні, у Балаклійському районі Харківської області. Населення становить 43 осіб. До 2020 орган місцевого самоврядування — Чепільська сільська рада.

## Географія
За 2 км розташоване село Чепіль. Поруч протікають річки Чепель і Сіверський Донець. Біля села розташований гідрологічний заказник «Вітрівський».

## Історія
12 червня 2020 року, відповідно до Розпорядження Кабінету Міністрів України  № 725-р «Про визначення адміністративних центрів та затвердження територій територіальних громад Харківської області», увійшло до складу Балаклійської міської територіальної громади.
19 липня 2020 року, в результаті адміністративно-територіальної реформи та ліквідації Балаклійського району, село увійшло до складу новоутвореного Ізюмського району.